# Roberto Ánzar Martínez
Roberto Ánzar Martínez es un político mexicano miembro del Partido Revolucionario Institucional. Fue postulado como senador en las LIV y LV Legislaturas de México en 1988 gracias al apoyo del gobernador Elías Zamora Verduzco junto al hijo del líder sindical y en dos ocasiones diputado, Ramón Serrano García, Ramón Serrano Ahumada. Ánzar Martínez fue impulsado por Zamora Verduzco como gobernador, sin embargo, en 1991 Carlos Salinas de Gortari había impulsado la campaña de Socorro Díaz Palacios. Entre los aspirantes se encontraban el entonces presidente municipal de Colima, Carlos de la Madrid Virgen; el Secretario de Desarrollo Urbano, Carlos Vázquez Oldenbourg y el ya mencionado senador Roberto Ánzar Martínez. Ya que el CEN del PRI sólo permitió el registro de dos candidatos, sólo le fue concedido su registro a de la Madrid. Esta acción generó tal disgusto entre la militancia estatal que el 21 de febrero de 1991 en el jardín libertad de Colima Ánzar y Vázquez Oldenbourg levantaron la mano de Carlos de la Madrid Virgen, en un hecho de indisiplina no muy común en el PRI de aquellos años.